# Jamal al-Saffar
Jamal Abdullah al-Saffar (arabisch جمال عبدالله الصفار; * 24. Oktober 1971) ist ein ehemaliger saudischer Leichtathlet, der sich auf den Sprint spezialisiert hat. Zu seinen größten Erfolgen zählt die Goldmedaille über 100 Meter bei den Asienspielen 2002 in Busan sowie dem Asienmeistertitel über diese Distanz 2000 und 2002. Zudem gewann er zahlreiche weitere Medaillen auf kontinentaler Ebene und zählt damit zu den erfolgreichsten Sprintern seines Landes. 

## Sportliche Laufbahn
Erste internationale Erfahrungen sammelte Jamal al-Saffar vermutlich im Jahr 1995, als er bei den Weltmeisterschaften in Göteborg mit der saudi-arabischen 4-mal-100-Meter-Staffel im Vorlauf wegen einer Bahnübertretung disqualifiziert wurde. Im Jahr darauf nahm er im 100-Meter-Lauf an den Olympischen Sommerspielen in Atlanta teil und wurde dort nachträglich wegen eines positiven Dopingtests disqualifiziert. 1999 siegte er in 10,39 s über 100 Meter bei den Panarabischen Spielen in Irbid und anschließend siegte er bei den Arabischen Meisterschaften in Beirut in 10,33 s. Im Jahr darauf siegte er in 10,32 s bei den Asienmeisterschaften in Jakarta über 100 Meter und sicherte sich mit der Staffel in 39,60 s gemeinsam mit Mohamed al-Yami, Mubarak Ata Mubarak und Salem al-Yami die Bronzemedaille hinter den Teams aus Thailand und Japan. Anschließend schied er bei den Olympischen Sommerspielen in Sydney mit 10,75 s in der ersten Runde über 100 Meter aus und kam mit der Staffel mit 39,94 s nicht über den Vorlauf hinaus. 
2001 schied er bei den Weltmeisterschaften im kanadischen Edmonton mit 10,17 s im Viertelfinale über 100 Meter aus und schied mit der 4-mal-100-Meter-Staffel mit 39,04 s im Semifinale aus. Im Oktober gewann er dann bei den Arabischen Meisterschaften in Damaskus in 10,2 s die Silbermedaille über 100 Meter hinter seinem Landsmann Salem Mubarak al-Yami. Im Jahr darauf gewann er bei den Westasienspielen in Kuwait in 10,19 s die Silbermedaille hinter al-Yami und mit der Staffel siegte er in 39,02 s. Im August verteidigte er bei den Asienmeisterschaften in Colombo in 10,43 s seinen Titel über 100 Meter und gewann mit der Staffel in 39,16 s gemeinsam mit Khalifa al-Sagar, Salem Mubarak al-Yami und Mubarak Ata Mubarak  hinter dem Team aus Thailand. Anschließend wurde er beim IAAF World Cup in Madrid in 10,38 s Fünfter über 100 Meter und im Dezember siegte er in 10,24 s bei den Asienspielen in Busan. Zudem belegte er dort mit der Staffel in 40,00 s den fünften Platz. 2003 schied er bei den Militärweltspielen in Catania mit 10,98 s im Halbfinale über 100 Meter aus und 2005 gewann er bei den erstmals ausgetragenen Islamic Solidarity Games in Mekka in 10,36 s die Bronzemedaille hinter seinem Landsmann Salem Mubarak al-Yami und Idrissa Sanou aus Burkina Faso. Zudem siegte er im Staffelbewerb in 3980 s. Im selben Jahr beendete er dann seine aktive sportliche Karriere im Alter von 34 Jahren.

## Persönliche Bestzeiten
- 100 Meter: 10,19 s (+1,6 m/s), 10. April 2002 in Kuwait
- 200 Meter: 21,46 s (+2,0 m/s), 9. August 2000 in Vammala